# Kuiper (cràter de Mercuri)
Kuiper és un cràter d'impacte en el planeta Mercuri de 62 km de diàmetre. Porta el nom de l'astrònom neerlandès-estatunidenc Gerard Kuiper (1905-1973), i el seu nom va ser aprovat per la Unió Astronòmica Internacional el 1976.
És un dels pocs cràters de Mercuri que no té nom d'artistes i un dels pocs casos en què s'utilitza el mateix nom per a tres cràters (també hi ha cràters de Kuiper a Mart i a la Lluna).
Kuiper és el cràter que té l'albedo més alta documentada en qualsevol regió de la superfície del planeta i té un sistema de raigs prominent, el que suggereix que es tracta d'un dels cràters més joves.
Kuiper se superposa a la vora nord d'un cràter més gran, el Murasaki.